# Alec Eiffel
Alec Eiffel è un singolo del gruppo rock statunitense Pixies, pubblicato nel 1991 ed estratto dall'album Trompe le Monde.

## Il brano
Il brano è dedicato all'ingegnere francese Alexandre Gustave Eiffel.

## Tracce
Tutte le tracce sono state scritte da Black Francis.

- CD/12" (UK)

1. Alec Eiffel – 2:50
2. Motorway to Roswell – 4:43
3. Planet of Sound (Live at Brixton Academy, July 26, 1991) – 2:26
4. Tame (Live at Brixton Academy, July 26, 1991) – 2:27

- 7" (UK)

1. Alec Eiffel – 2:50
2. Motorway to Roswell – 4:43

## Cover
- Il gruppo canadese An April March ha registrato il brano per l'album tributo Pixies Fuckin' Die! (a tribute) (1999).
- La band statunitense The Get Up Kids ha registrato la cover del brano per l'album tributo Where Is My Mind? a tribute to The Pixies (1999), presente anche nella raccolta Eudora (2001).